# 城堡突围
《城堡突围》，是由美国Cloudburst Room Escape工作室开发的密室逃脱电子游戏。该游戏于2015年6月4日发布，适用于iOS。
《城堡突围》是一款中世纪风格的密室逃脱益智游戏。这款三维密室逃脱益智游戏仍使用三维渲染图像塑造逼真游戏环境。
本游戏现有英语版本。2018年9月，Cloudburst Room Escape游戏公司完成了中文版《城堡突围》上线计划。

## 故事结构
本游戏的背景设定在约11世纪至14世纪中世纪时期的城堡中。保卫主管雷克斯勋爵作为正义协会成员，正在检测城堡的安全性，防御外敌入侵。 他的导师是安特卫普勋爵，在整个游戏中，他会以操作提示和触觉反馈的形式向玩家提供指导。 雷克斯勋爵和安特卫普勋爵趁着城堡成员在邻近的城堡庆祝时检测城堡各处。

## 开发
《城堡突围》由Cloudburst Room Escape电子游戏公司开发，专注于开发益智游戏，总部设在加利福尼亚州的旧金山。本游戏最初发布于2015年6月。后来经过重要改进，2017年12月终于以优化的图像和功能隆重上市。